# Acianthera saurocephala
Acianthera saurocephala là một loài phong lan.

## Hình ảnh

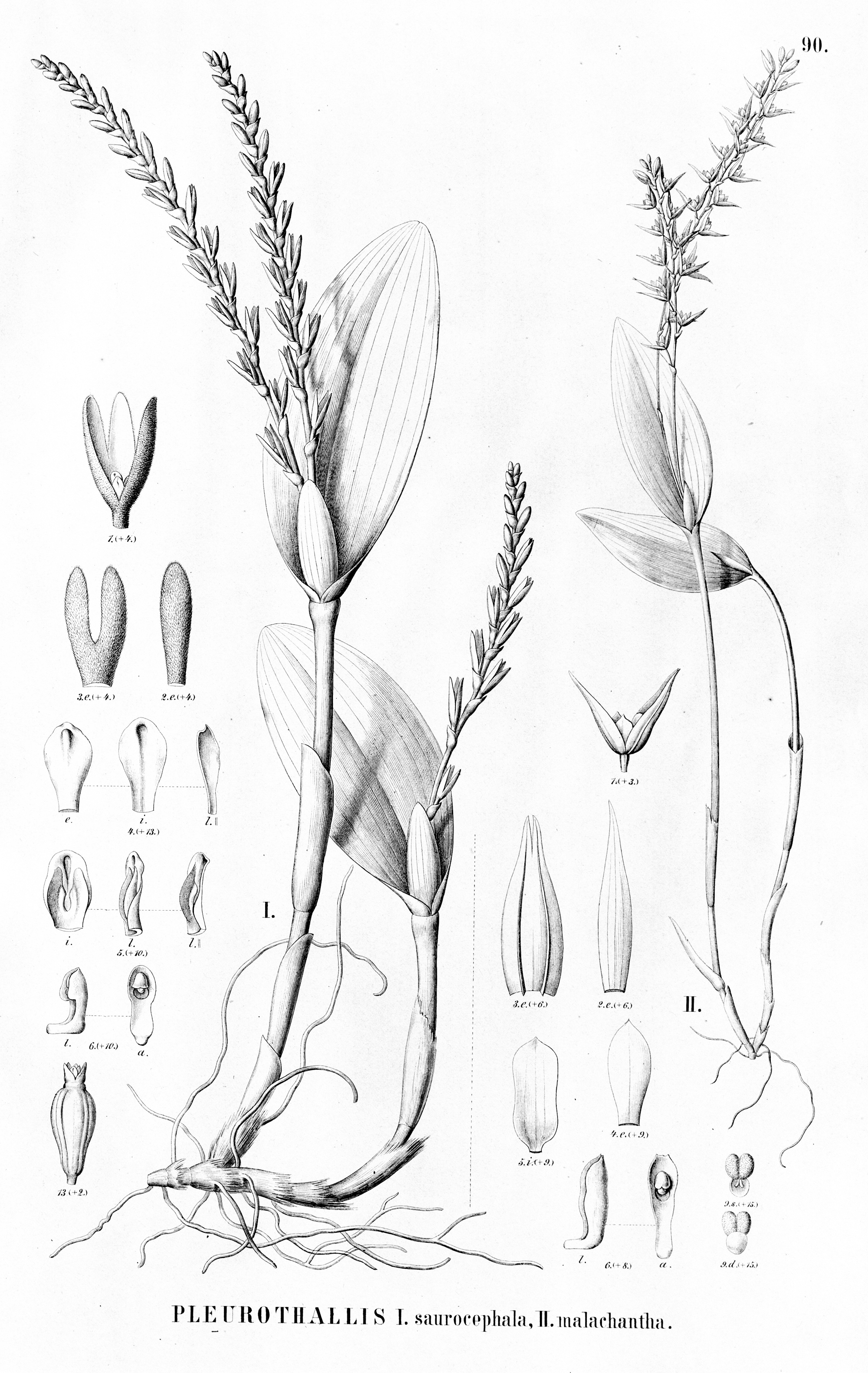
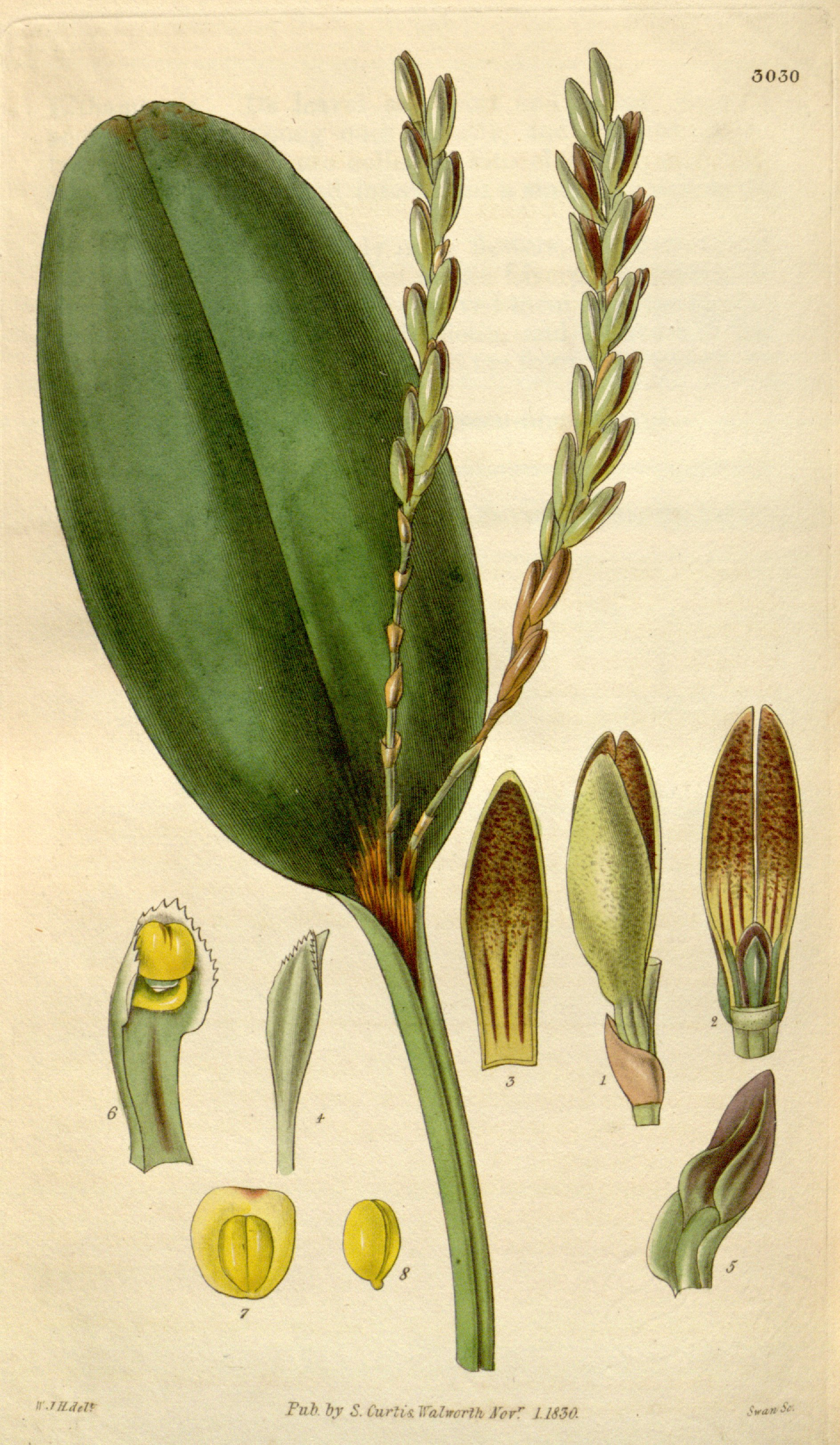